# Fools Garden
Fools Garden es una banda de rock alternativo oriunda de Pforzheim, Alemania. Fue creada en 1991 por Peter Freudenthaler (voz) y Volker Hinkel (guitarras) bajo el nombre Fool’s Garden. La formación se completaba con Thomas Mangold en el bajo, Roland Röhl en teclados y Ralf Wochele en batería.
En 1995 lanzaron Dish of the Day, logrando éxito masivo en Europa y Asia con el sencillo "Lemon Tree". 
En 1997 sale el disco Go and ask Peggy for the principal thing, el cual contiene nuevamente un cover de The Beatles, esta vez del tema “Martha my dear”. En el año 2000 sale a la luz el disco For Sale, seguido en 2003 por 25 Miles to Kissimmee, que sería el último álbum editado con todos los miembros originales de la banda.
Luego del lanzamiento, Thomas Mangold, Roland Röhl y Ralf Wochele abandonan el grupo y son reemplazados por Dirk Blümlein, Claus Müller y Gabriel Holz (quien luego se iría en 2007). A partir de estos cambios la banda abandona el apóstrofo del nombre y pasa a llamarse simplemente Fools Garden.
El primer disco de la nueva formación se llamó Ready for the real life y fue editado en 2005. Para muchos críticos y fanáticos es considerado como el mejor álbum de la banda. Por último, en 2009, editan un álbum recopilatorio de sus mejores temas, llamado High times - The best of Fools Garden, que incluye un tema inédito.
El álbum Who Is Jo King? fue publicado en octubre de 2012. En 2015, la banda lanzó el disco Flashback, que contiene versiones de canciones populares en las décadas de 1980 y 1990 (como ″Ordinary World, Sailing on the Seven Seas y Enjoy the Silence, entre otras) además de una regrabación de su mayor éxito, rebautizado "Lemon Tree (2.0 Version)" y algunas canciones propias.
La banda ha tomado la costumbre de hacer versiones de clásicos del rock 'n' roll durante sus presentaciones en vivo (por ejemplo Ticket to Ride de The Beatles, o My Generation de The Who).

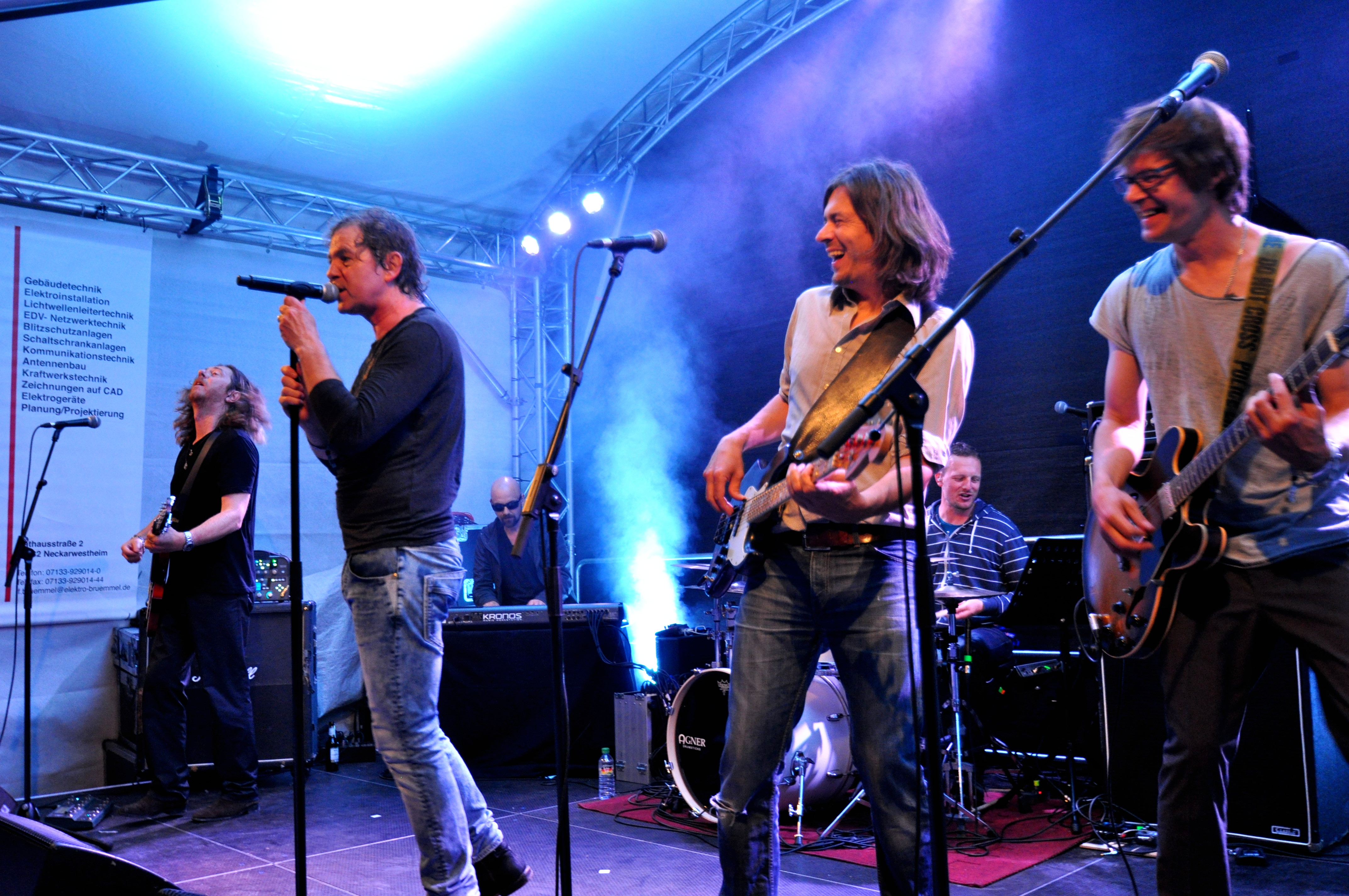
Fools Garden en el blacksheep festival 2016 en Alemania

## Discografía

### Álbumes
- 1991: Fool's Garden
- 1993: Once In A Blue Moon
- 1995: Dish of the Day
- 1997: Go And Ask Peggy For The Principal Thing
- 2000: For Sale
- 2003: 25 Miles To Kissimmee
- 2005: Ready For The Real Life
- 2009: High times - The best of Fools Garden
- 2012: Who Is Jo King?
- 2018: Rise and Fall
- 2021: Captain... Coast Is Clear

### Compilaciones
- 2009: High Times - The Best of Fools Garden

### Singles
- "Tell Me Who I Am / Careless Games" (1991)
- "Spirit '91 / Once in a Blue Moon" (1992)
- "Wild Days (1st edition)" (1994)
- "Lemon Tree" (1995)
- "Wild Days" (1996)
- "Pieces" (1996)
- "Why Did She Go?" (1997)
- "Probably" (1997)
- "Rainy Day" (1998)
- "Suzy" (2000)
- "It Can Happen" (2000)
- "Happy (Special Tour Edition)" (2000)
- "In The Name" (2001)
- "Dreaming" (2001)
- "Closer" (2003)
- "Dreaming (2004 version)" (2004)
- "Man Of Devotion" (2005)
- "Does Anybody Know?" (2005)
- "Cold (Italian promo)" (2005)
- "I Got A Ticket" (2006)
- “Save the world tomorrow” (2018)

## Miembros de Fools Garden

### Miembros actuales
- Peter Freudenthaler - Voz (1991–Presente)
- Volker Hinkel - Guitarra (1991–Presente)
- Dirk Blümlein - Bajo (2003–Presente)
- Claus Müller - Batería (2003–Presente)

### Miembros anteriores
- Thomas Mangold - Bajo (1991–2003)
- Roland Röhl - Teclados (1991–2003)
- Ralf Wochele - Batería (1991-2003)
- Gabriel Holz - 2ª guitarra (2003–2007)